# Friedrich von Kameke
Karl Friedrich Hermann von Kameke, auch Carl Friedrich von Kameke (* 2. Juni 1870 in Hufenberg; † 29. September 1921 in Hamburg) war ein deutscher Konteradmiral der Kaiserlichen Marine.

## Leben
Friedrich von Kameke war ein Sohn aus der ersten Ehe des Karl von Kameke (1840–1900) und Adelheid von Kameke (1845–1875).
Friedrich von Kameke trat am 13. April 1888 in die Kaiserliche Marine ein und war dann als Seekadett (Beförderung am 9. April 1889) auf der Deutschland. 1893 auf der Sachsen, wurde er am 13. April 1894 zum Leutnant zur See befördert. Als Kapitänleutnant (Beförderung am 13. November 1900) kam er als Erster Offizier auf den Kleinen Kreuzer Bussard. Von der II. Marineinspektion wurde er 1903 zum Adjutanten beim Kommando der Marinestation der Nordsee und gleichzeitig Kommandant der Stationsyacht der Marinestation der Nordsee Alice Roosevelt (ehemals Divisionsboot D 2) ernannt. Am 19. November 1910 folgte seiner Beförderung zum Fregattenkapitän.
Von April 1912 bis Ende März 1914 war er Kommandant des Panzerdeckkreuzers Hansa. In dieser Position wurde er am 25. April 1912 zum Kapitän zur See befördert. Mit der Hansa absolvierte er die vierte (Vereinigte Staaten und Karibik) und fünfte (Mittelmeer) Ausbildungsreise des Schiffes. Im August 1914 übernahm er mit der erneuten Indienststellung bis Oktober 1915 das Kommando über das Linienschiff Schwaben. Anschließend war er bis August 1918 Kommandant des Großlinienschiffes Helgoland. Am 31. Mai 1916 kommandierte er das Kriegsschiff in der Seeschlacht vor dem Skagerrak. Ab August 1918 war er bis März 1919 Chef des Stabes bei der Marinestation der Nordsee. Zum 17. März 1919 wurde er aus der Marine verabschiedet und erhielt am 8. März 1920 den Charakter als Konteradmiral.
Am 11. Dezember 1909 hatte er in Köln Hubertine von Wittgenstein (1880–1969) geheiratet.
Bis 1918 hatte er u. a. den Roten Adlerorden 3. Klasse mit der Schleife, den Königlichen Kronen-Orden 2. Klasse mit Schwertern, das Eiserne Kreuz I. Klasse, das Ritterkreuz des Greifenorden, das Ritterkreuz des Oldenburgischen Haus- und Verdienstorden des Herzogs Peter Friedrich Ludwig, das Friedrich-August-Kreuz 1. Klasse und das Komturkreuz 2. Klasse des Friedrichs-Ordens mit Schwertern.